# Senta a Pua! (documentário)
Senta a Pua! é um documentário brasileiro de 1999 dirigido por Erik de Castro. O diretor produziria ainda A Cobra Fumou em 2003 e dirigiria novo documentário em 2012, O Brasil na Batalha do Atlântico, encerrando uma trilogia sobre a participação brasileira na Segunda Guerra Mundial.

## Sinopse
O documentário versa sobre a atuação do 1º Grupo de Aviação de Caça da Força Aérea Brasileira na Segunda Guerra Mundial. Baseado no livro homônimo do brigadeiro Rui Moreira Lima, conta com depoimentos do próprio Lima e outros integrantes do grupo como os brigadeiros Corrêa Netto, Meira, Neiva e Joel Miranda.